# Minilla
Minilla (ミニラ Minira?), o Minya, es un monstruo de la serie de películas de Godzilla y es el primero de varios Godzillas jóvenes en la serie. Primero apareció en Kaijū-tō no Kessen Gojira no Musuko y también apareció en Kaijū Sōshingeki, Gojira-Minira-Gabara: Ōru Kaijū Daishingeki (también conocido como la Venganza de Godzilla), y Godzilla: Final Wars. 

## Historia
El famoso hijo de Godzilla, Minilla se asemeja a una versión más pequeña de él, miniatura de su padre. Su hocico se vuelve hacia arriba levemente y sus ojos son más grandes y colocados más lejos, adelante de su cabeza, dándole un aspecto más humano. Las aletas en su espalda son pequeñas y sin forma, y él también carece del color ceniza de su padre. Su color es verde con sombras, más claro sobre el frente de su estómago. Minilla fue llevado en la Isla de Sogell, cuando su huevo es prematuramente abierto por un grupo de Kamacuras. Las mantis gigantes pudieron haber matádole, pero tenía a su padre Godzilla todavía no llegado para protegerlo. Godzilla procedió a entrenar a su hijo y lo defendió contra otros ataques de los Kamacuras. Juntos, padre e hijo derrotaron a la araña gigante Kumonga. Godzilla y Minilla fueron colocados en hibernación cuando un grupo de científicos terminó un experimento del tiempo, dando por resultado el congelamiento de su isla. Los monstruos se restablecieron cuando la nieve se derritió, y vueltos a poner eventualmente en la Isla de los Monstruos, según lo visto en el film Chikyū Kogeki Meirei Gojira tai Gaigan.
Junto con su padre y otro kaiju, Minilla luchó contra King Ghidorah en el monte Fuji como parte del esfuerzo para derrotar la invasión de Kilaak. Él entonces volvió a la Isla de los Monstruos donde permanece a hoy.

## Aspecto
Minilla es mucho más amistoso con los seres humanos que cualesquiera de sus contemporáneos, y (en Gojira-Minira-Gabara: Ōru Kaijū Daishingeki) apareció una vez en los sueños de un muchacho preocupado para dar un ejemplo de cómo ocuparse de los problemas de la niñez. Él es también muy juguetón, gozando de juegos tales como golpear los cantos rodados grandes y saltar alto o montar con el pie en la cola de su padre. Mientras que él es generalmente temeroso de otros monstruos, demuestra de vez en cuando valor al defender a sus amigos humanos, aunque a menudo él está protegido por otro kaiju. En su aparición en All Monters Atack es notable su capacidad de hablar, que sólo apareció en la secuencia del sueño.
És más notable su capacidad de exhalar anillos radioactivos de humo, aunque él aprendió usar una verdadera capacidad de aliento atómico en El Hijo de Godzilla. Minilla también tiene la capacidad de comunicarse a grandes distancias con su padre difundiendo un patrón de ondas mentales de radiofrecuencias. Esta capacidad interfiere con otras transmisiones de radio en su cercanía. En All Monsters Attack Minilla se representa como teniendo la capacidad de contraerse hasta el tamaño humano. Esto fue significada originalmente para ser indicativo del elemento de fantasía de esta película, en el cual Minilla aparece solamente en los sueños de un muchacho joven. Esta energía se representa otra vez en la película Godzilla: Final Wars. 
Minilla reapareció en una forma levemente alterada en Godzilla: Final Wars que, como parte de la Millennium Serie, no fue conectada directamente con cualesquiera de sus aspectos anteriores. Su papel, sin embargo, no tenía cambios; muy amistoso con los humanos, especialmente con los niños. Él también intercedió en nombre de la humanidad hacia Godzilla, incitando a Godzilla para que terminara su guerra con la raza humana. Su nombre japonés, Minira, es una combinación de Mini y Gojira (nombre japonés para Godzilla), así, lo refieren como “Godzilla miniatura”. 
Minilla se confunde a veces con Godzooky, un personaje similar de la serie animada de 1978 de Hanna-Barbera The Godzilla Power Hour. 
- Un Minilla malvado (con una nueva marca de traje) apareció en el episodio 46 de la serie de 1973 Ike! Greenman.

## Ataques
Minilla puede soplar un anillo de humo atómico, aunque cuando su cola se machaca o tiene gran necesidad, él puede encender un rayo atómico como su padre.

## Apariciones en películas
- Kaijū-tō no Kessen Gojira no Musuko
- Kaijū Sōshingeki
- Gojira-Minira-Gabara: Ōru Kaijū Daishingeki
- Chikyū Kogeki Meirei Gojira tai Gaigan
- Godzilla: Final Wars